# Ágota (Száműzött Eduárd felesége)
Árpád-házi Ágota Egyes források szerint I. István magyar király és Gizella bajor hercegnő egyik leánya, mások szerint azonban István egyik nővére, azaz Géza magyar fejedelem és Sarolt fejedelemasszony leánya volt (utóbbi feltevés valószínűségét erősen csökkenti, hogy ez esetben évtizedekkel kellett volna idősebbnek lennie férjénél, aki 1016-ban született).
Apai nagyszülei: Taksony fejedelem és Tonuzoba besenyő fejedelem ismeretlen nevű leánya
Anyai nagyszülei: Zombor erdélyi katonai vezető és egy ismeretlen nevű asszony
Amikor a dánok betörtek Angliába, Száműzött Eduárd hercegnek és fivérének menekülnie kellett hazájukból, ahol letaszították őket trónjukról. A magyar uralkodótól, I. István királytól kértek menedéket, aki be is fogadta őket, s a Mecsekben még egy birtokot is nekik adott.
Évekig éltek itt, aztán István hozzáadta Eduárdhoz Ágotát, aki 1047-ben, Mecseknádasdon egy kislányt szült neki, akit Margitnak kereszteltek.
Amikor a politikai helyzet Angliában rendeződni látszott, Eduárd és családja hazautazott, s évek múltán feleségül adta Margitot III. Malcolm skót királyhoz, akitől nyolc gyermeke született, köztük Edit, aki Matild néven I. Henrik angol király első hitvese lett 1100-ban.
Így tehát Ágota lett a Normandiai-ház egyik ősanyja.